# Pająkówka (Dobra)
Pająkówka – część wsi Dobra w Polsce, położona w województwie małopolskim, w powiecie limanowskim, w gminie Dobra.
W latach 1975–1998 Pająkówka administracyjnie należała do województwa nowosądeckiego.